# Чекеєво
Чеке́єво (рос. Чекеево, марій. Шемъер) — присілок у складі Гірськомарійського району Марій Ел, Росія. Входить до складу Троїцько-Посадського сільського поселення.

## Населення
Населення — 163 особи (2010; 175 у 2002).
Національний склад (станом на 2002 рік):
- гірські марійці — 99 %